# Chu Thôn
Chu Thôn (tiếng Trung: 周村区, Hán Việt: Chu Thôn khu) là một quận của địa cấp thị Truy Bác, tỉnh Sơn Đông, Cộng hòa Nhân dân Trung Hoa. Quận này có các ngành công nghiệp dệt và đồ gỗ. Đây cũng là nơi nổi tiếng về sản phẩm tơ lụa. Đặc sản ở đây là bánh nướng (烧饼).